# Interogo Foundation
La Fundación Interogo es una fundación registrada en Liechtenstein, también llamada Unternehmensstiftung (pronunciación en alemán: /ʊntɐˈneːmənsˌʃtɪftʊŋ/: , cuya traducción literal es: "fundación empresarial"), con base en Suiza. Es propietaria de Inter IKEA Holding B.V., registrada en Países Bajos, que a través de su filial Inter IKEA Systems controla la propiedad intelectual de la marca IKEA. Mediante sus subsidiarias, la fundación cobra tarifas de franquicia del 3% sobre las ventas de todos los productos IKEA y también realiza actividades de inversión.

## Historia
La Fundación Interogo se fundó el 29 de marzo de 1989 en Vaduz, Liechtenstein. Su objetivo es asegurar la longevidad e independencia del concepto IKEA y la existencia continua de Inter IKEA Holding, así como influir en el liderazgo de la empresa.
El fundador de IKEA, Ingvar Kamprad, y su familia solían controlar la Fundación Interogo hasta 2013.

### Appo Trust
Hasta finales de 2010, la entidad Appo Trust, con sede en Ontario, Canadá, estaba a cargo de nombrar y reemplazar a los miembros de la dirección de la Fundación Interogo. Appo Trust estaba controlado por la familia Kamprad.

## Gobierno
El consejo de la fundación tiene al menos dos miembros, que en el momento de la fundación de la Fundación Interogo eran los abogados Herbert Oberhuber y Johannes Burger. La fundación puede transformarse en una empresa o un fideicomiso si las circunstancias han cambiado, de modo que esto redunde en los intereses de la fundación. Las reuniones de la junta son anunciadas por el presidente de la fundación.
Los miembros de la junta son nombrados por el consejo asesor de la Fundación Interogo. En 2013, Ingvar Kamprad renunció a ese consejo y renunció a su derecho a nombrar a sus miembros. A partir de 2020, las reglas para nombrar a los miembros del consejo asesor establecen que los miembros de la familia Kamprad no pueden tener la mayoría de los escaños.